# Deutsches Album
Deutsches Album je druhé album Petera Gabriela s německými texty, vydané v roce 1982. Jedná se o stejné album jako album Peter Gabriel z téhož roku, s tím rozdílem, že je zpívané německy.

## Seznam skladeb
| Strana 1 | Strana 1               | Strana 1 |
| Pořadí   | Název                  | Délka    |
| -------- | ---------------------- | -------- |
| 1.       | Der Rhythmus der Hitze | 5:36     |
| 2.       | Das Fischernetz        | 6:45     |
| 3.       | Kon Takt!              | 4:31     |
| 4.       | San Jacinto            | 6:13     |

| Strana 2 | Strana 2                            | Strana 2 |
| Pořadí   | Název                               | Délka    |
| -------- | ----------------------------------- | -------- |
| 1.       | Schock den Affen                    | 5:43     |
| 2.       | Handauflegen                        | 6:02     |
| 3.       | Nicht die Erde hat dich verschluckt | 5:59     |
| 4.       | Mundzumundbeatmung                  | 4:54     |

## Obsazení
- Peter Gabriel – zpěv, syntezátory, surdu (1 a 8), bicí (4)
- Jerry Marotta – bicí, perkuse (6), surdu (1)
- Tony Levin – baskytara (1, 6, 7 a 8), Chapman Stick (2, 3, 4 a 5), bezpražcová baskytara (6)
- Larry Fast – syntezátory (1, 2, 3, 4, 5, 7 a 8), elektronické perkuse (8)
- David Rhodes – kytara (2, 3, 4, 5, 6, 7, 8), doprovodný zpěv (1, 2, 3, 6 a 8)
- John Ellis – doprovodný zpěv (1, 3 a 8), kytara (2 a 4)
- Roberto Laneri – saxofon (2)
- Morris Pert – timbales (6), perkuse (8)
- Stephen Paine – Fairlight CMI (2)
- David Lord – syntezátor (6 a 7), klavír (7 a 8)
- Peter Hammill – doprovodný zpěv (2, 5, 6)
- Jill Gabriel – doprovodný zpěv (4)
- Ekome Dance Company – ghanské bubny (1)